# 德累斯顿国家管弦乐团

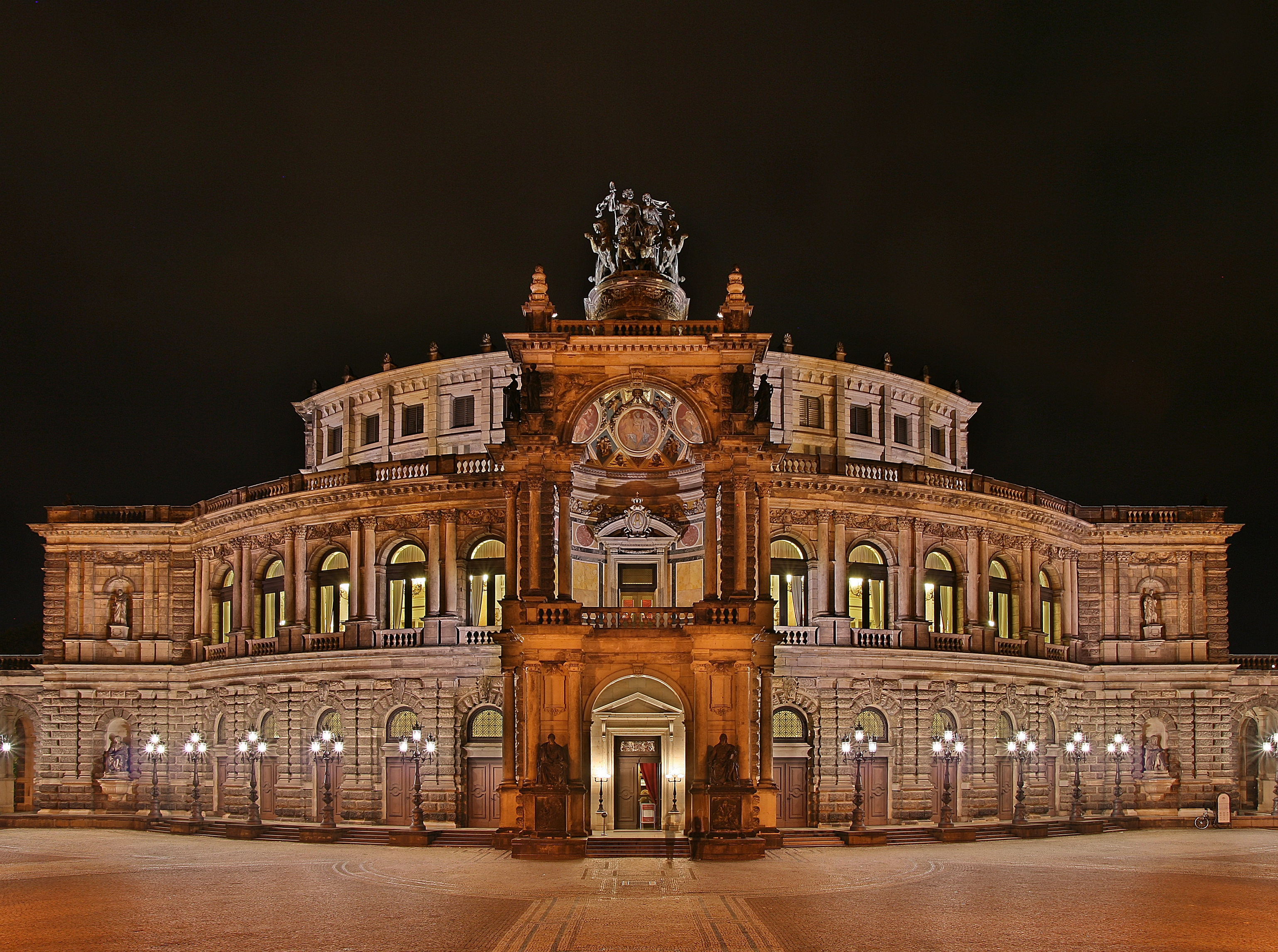
德累斯顿国家管弦乐团驻地——森柏歌剧院

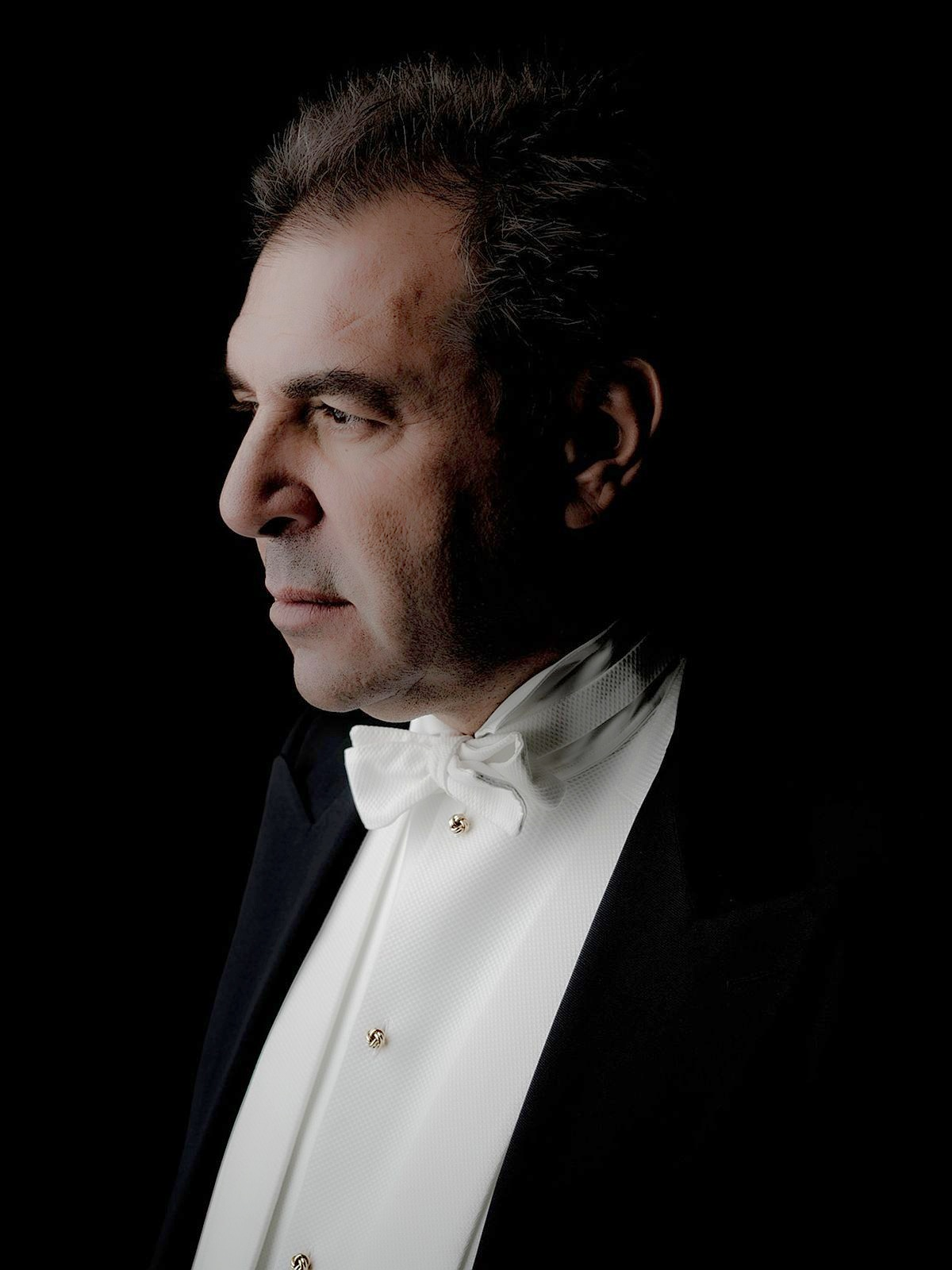
Daniele Gatti (2017)], 自 2024 年起擔任首席指揮

德累斯顿萨克森国家管弦乐团（德語：Sächsische Staatskapelle Dresden），简称德累斯顿国家管弦乐团（Staatskapelle Dresden），位于德国德累斯顿，成立于1548年，是世界上最古老的管弦乐团之一，现驻地为森柏歌剧院。

## 背景
德累斯顿国家管弦乐团是德国唯一一支四百年间未间断的管弦乐团，由萨克森选帝侯莫里兹创立于1548年9月22日，起初是宫廷乐队，首任指挥是约翰·瓦尔特。十七世纪时，乐团在海因里希·许茨带领下首次发展到顶峰，三十年战争期间归于沉寂。
1697至1756年间，乐团名为「萨克森选帝侯及波兰王国管弦乐团」（Kurfürstlich-Sächsische und Königlich-Polnische Kapelle），属奥古斯特二世和三世管理。这一时期加入乐团的重要音乐家有约翰·格奥尔格·皮森德尔（1712年）、约翰·大卫·海尼兴（1716年）、安东尼奥·洛蒂、弗兰切斯科·马里亚·韦拉奇尼（1717年）等人。1716年，皮森德尔被送往意大利学习小提琴艺术，在那里他结识了维瓦尔第并被其音乐作品折服。1729年，扬·迪斯马斯·泽伦卡接任久病而逝的海尼兴，成为乐团指挥。1733年约翰·阿道夫·哈塞上任，他带领乐队三十年，将其培养成当时最优秀的歌剧乐团。十九世纪德国著名作曲家卡尔·马利亚·冯·韦伯（1816－1826年）和理查德·瓦格纳（1843－1848年）也曾任乐团指挥。
1763年奥古斯特三世去世后，乐团名字里不再带「波兰王国」。乐团后来数次更名：包括1807年更名为「皇家萨克森管弦乐团」（Königlich-sächsische musikalische Kapelle），1918年更名为「萨克森国家管弦乐团」（Sächsische Staatskapelle），两德统一后使用现名称。
乐团近代最重要的首席指揮莫過於朱塞佩·西诺波利（1992–2001年），西诺波利2001年逝世后由伯纳德·海廷克短暂接任，但海廷克提前于2004年离任。自此乐团首席指挥悬空，直至2007年8月由时任维也纳爱乐乐团首席指挥的法比奥·路易斯接任。2012/2013音乐季开始，克里斯蒂安·蒂勒曼成为首席指挥，签约七年。
乐团于2013年–2017年間为萨尔茨堡复活节音乐节常驻乐团。
作曲家和作品
从早期的维瓦尔第到近现代的瓦格纳、舒曼、李斯特、欣德米特、魏尔、里姆……，有许多作曲家将音乐作品题献给乐团或是由乐团首演。乐团和理查德·施特劳斯关系密切，合作长达六十年，甚至有“施特劳斯管弦乐团”之称。施特劳斯有九部歌剧是在德累斯顿首演（例如《莎乐美》、《厄勒克特拉》、《玫瑰骑士》)，而《阿尔卑斯交响曲》则是由他题献给乐团。
乐团演出
乐团于18世纪末开始公开演出，1858年起开售订阅音乐会的门票，如今每个音乐季有12至15场左右的交响和专题音乐会，几乎每天都有歌剧伴奏的任务。乐团同时还有自己的室内乐团——萨克森国家管弦乐团室内乐团（Kammermusik der Sächsischen Staatskapelle），前身是1854年成立的「音响艺术家协会」（Tonkünstler-Verein）。德累斯顿国家管弦乐团经常在欧美及远东各大城市巡演，卢塞恩、爱丁堡、伦敦、萨尔茨堡、布拉格、布达佩斯等地音乐节也有他们的身影。

### 歷任指揮
二十世纪以来的乐团历任指挥：
- 恩斯特·馮·舒赫（德语：Ernst von Schuch）（1884－1914年）
- 弗里兹·莱纳（1914－1921年）
- 弗里兹·布什（1922－1933年）
- 卡爾·貝姆（1934－1943年）
- 卡尔·埃尔门多夫（德语：Karl Elmendorff）（1943－1944年）
- 约瑟夫·凯尔伯特（德语：Joseph Keilberth）（1945－1950年）
- 鲁道夫·肯普（1949－1953年）
- 弗朗茨·康维茨尼（1953－1955年）
- 洛夫罗·冯·马塔契奇（德语：Lovro von Matačić）（1956－1958年）
- 奥特马·苏伊特纳（德语：Otmar Suitner）（1960－1964年）
- 库尔特·桑德林（1964－1967年）
- 马廷·图尔诺夫斯基（捷克语：Martin Turnovský）（1967－1968年）
- 赫伯特·布隆斯泰特（1975－1985年）
- 汉斯·冯克（荷兰语：Hans Vonk (dirigent)）（1985－1990年）
- 朱塞佩·西诺波利（1992－2001年）
- 伯纳德·海廷克（2002－2004年）
- 法比奥·路易西（2007－2010年）
- 克里斯蒂安·蒂勒曼（2012－2024年）
- 丹尼尔·加蒂(2024年－)

科林·戴维斯1991年起任德累斯顿国家管弦乐团荣誉指挥（2013年去世），做客乐团的指挥名家还有：卡洛斯·克莱伯、乔治·普雷特、约翰·艾略特·加德纳、丹尼尔·加蒂、赫伯特·冯·卡拉扬、郑明勋、长野健、夏尔·迪图瓦、丹尼尔·哈丁、尼古劳斯·哈农库特、米哈伊尔·普列特涅夫等等。

## 作品

### 商業录音
乐团早在1920年代起就与多位著名指挥合作录音，在德累斯顿路加教堂的录音室就诞生了很多经典录音，当时由东德的唱片品牌Eterna出版。